# (1610) Mirnaya
(1610) Mirnaya ist ein Asteroid des Hauptgürtels, der am 11. September 1928 von der russischen Astronomin Pelageja Fjodorowna Schain am Krim-Observatorium in Simejis entdeckt wurde.
Der Name des Asteroiden ist von dem russischen Wort für friedvoll abgeleitet.